# Schmidthachenbach
Schmidthachenbach là một đô thị thuộc huyện Birkenfeld, bang Rheinland-Pfalz, Đức. Đô thị này có diện tích 10,05 km².